# Universidade Federal de Minas Gerais
Universidade Federal de Minas Gerais (UFMG) este o instituție de invățământ superior de stat din Belo Horizonte, Minas Gerais, Brazilia.
A fost infiintata in anul 1927.